# Cassytha
Genre
Classification phylogénétique
Cassytha est un genre de plantes à fleurs de la famille des Lauraceae. Il comprend 17 espèces de plantes parasites originaires pour la plupart d'Australie, mais avec quelques espèces originaires d'Afrique, du sud de l'Asie et pour une (C. filiformis) d'Hawaii, du nord de l'Amérique du Sud, d'Amérique centrale, du sud de la Floride et du Japon.
Les plantes ont une ressemblance frappante, bien que superficielle, avec le genre Cuscuta (cuscute), un genre indépendant de la famille des Convolvulacées, en faisant un excellent exemple d'évolution convergente.

## Classification
Ce genre assigné à la famille des Lauraceae fut classé dans sa propre famille, les Cassythaceae Bartl. ex Lindl., 1833, nomen conservandum.
Le genre a un homonyme Cassytha Mill., qui est un synonyme du genre de cactus Rhipsalis.

## Principales espèces
- Cassytha aurea - Australie
- Cassytha candida - Australie
- Cassytha capillaris - Australie
- Cassytha ciliolata - Afrique du Sud
- Cassytha flava - Australie
- Cassytha glabella - Australie et Japon (Okinawa)
- Cassytha filiformis - Hawaii, Amérique centrale et du Sud, Floride, Japon (Okinawa)
- Cassytha melantha - Australie
- Cassytha micrantha - Australie
- Cassytha nodiflora - Australie
- Cassytha pomiformis - Australie
- Cassytha pubescens - Australie et Japon (Okinawa)
- Cassytha racemosa - est de l'Australie

## Liste d'espèces
Selon NCBI (4 févr. 2011) :
- Cassytha ciliolata
- Cassytha filiformis
- Cassytha melantha
- Cassytha pubescens